# Askale Tiksa
Askale Tiksa Benti (* 21. Juli 1994) ist eine äthiopische Geherin.

## Sportliche Laufbahn
Sie trat bei den Olympischen Sommerspielen 2016 in Rio de Janeiro beim 20-km-Gehen an. Sie belegte den 61. Platz.